# Iruña de Oca
Iruña de Oca in castigliano e Iruña Oka in basco, è un comune spagnolo  situato nella comunità autonoma dei Paesi Baschi.